# Dévorant
Pour plus de détails, voir Fiche technique et Distribution.
Dévorant (Swallowed) est un film américain réalisé par Carter Smith, sorti en 2022.

## Synopsis
Benjamin va partir à Los Angeles pour devenir acteur pornographique gay. Il passe une dernière soirée avec son meilleur ami Dom. Ce dernier l'entraine en lui faisant croire qu'il va lui donner un cadeau d'adieu, mais en réalité, il a accepté de participer à un trafic de drogue vers le Canada.
Arrivés au point de rendez-vous, Alice, la trafiquante force les deux hommes à transporter les substances en les ingérant dans des préservatifs, mais ceux-ci s'avèrent renfermer autre chose que de la drogue.

## Fiche technique
- Titre : Dévorant
- Titre original : Swallowed
- Réalisation : Carter Smith
- Scénario : Carter Smith
- Musique : Christopher Bear
- Photographie : Alexander W. Lewis
- Montage : Eric Nagy
- Production : Helio Campos, Noah Lang, Ross O'Connor et Carter Smith
- Société de production : All the Dead Boys, Leroi et Witchcraft Motion Picture Company
- Pays :  États-Unis
- Genre : Horreur et thriller
- Durée : 96 minutes
- Dates de sortie : 
  -  États-Unis : 4 juin 2022 (Overlook Film Festival)
  -  France : 19 octobre 2023 (vidéo à la demande/DVD)

## Distribution
- Cooper Koch : Benjamin
- Jena Malone : Alice
- Mark Patton : Rich
- Jose Colon : Dom
- Michael Shawn Curtis : Randy le redneck
- Hannah Perry : Dee

## Accueil
Le film a reçu un accueil mitigé de la critique. Il obtient un score moyen de 53 % sur Metacritic.